# 朱布氏假鰓鱂
朱布氏假鰓鱂，為輻鰭魚綱鯉齒目鰕鱂亞目鰕鱂科的其中一種，為熱帶淡水魚，分布於非洲索馬利亞南部Juba和及肯亞Tana及Sabaki河流域，由魯道夫·漢斯·維爾德坎普(Rudolf Hans Wildekamp)和海因茨·奧托·貝爾肯坎普(Heinz Otto Berkenkamp)於1979年描述。體色多變，具有藍色尾部和紅色尾部形式以及中間形式。雄魚體淺藍色，有寬闊的紅棕色鱗框。紅尾型具有純紅色尾鰭，具有細長的深灰色和狹窄的淺藍色邊緣；藍尾型具有棕灰色尾鰭，帶有黃色點，通常還具有窄的淺藍色邊緣；中間型的雄魚在棕灰色尾鰭上有一個紅色斑點。雌性在後腹側區域有灰色橫紋，體長可達6公分，棲息在臨時的池塘、溝渠、沼澤底中層水域，成魚在乾季前產卵，乾季食成魚則死亡，俟雨季後魚卵孵化，在數週內成長為成魚，以昆蟲等無脊椎動物為食，可作為觀賞魚。

## 擴展閱讀
維基物種上的相關：朱布氏假鰓鱂
1. ↑  Nagy, B.; Watters, B. . The IUCN Red List of Threatened Species. 2019, 2019: e.T60439A47189266  [14 November 2021]. doi:10.2305/IUCN.UK.2019-3.RLTS.T60439A47189266.en .
2. ↑  Froese, R. & Pauly, D. (eds.) (2019). Nothobranchius jubbi. FishBase. Version 2019-04.
3. ↑  Eschmeyer, William N.; Fricke, Ron & van der Laan, Richard (编). . Catalog of Fishes. California Academy of Sciences.   [5 September 2019].